# Séries éliminatoires de la Coupe Stanley 1968
Année précédente Année suivante
Les séries éliminatoires de la Coupe Stanley 1968 font suite à la saison 1967-1968 de la Ligue nationale de hockey. Les Canadiens de Montréal remportent la Coupe Stanley en battant en finale les Blues de Saint-Louis sur le score de 4 matchs à 0. 

## Tableau récapitulatif
|  | Quarts de finale | Quarts de finale | Quarts de finale | Quarts de finale |    |             | Demi-finales | Demi-finales | Demi-finales | Demi-finales |  |  | Finale | Finale | Finale | Finale |
|  |                  |                  |                  |                  |    |             |              |              |              |              |  |  |        |        |        |        |
|  |                  |                  |                  |                  |    |             |              |              |              |              |  |  |        |        |        |        |
|  |                  |                  |                  |                  |    |             |              |              |              |              |  |  |        |        |        |        |
|  | E1               | Montréal         | 4                | 4                |    |             |              |              |              |              |  |  |        |        |        |        |
|  | E1               | Montréal         | 4                | 4                |    |             |              |              |              |              |  |  |        |        |        |        |
|  | E3               | Boston           | 0                | 0                |    |             |              |              |              |              |  |  |        |        |        |        |
|  | E3               | Boston           | 0                | 0                | E1 | Montréal    | 4            | 4            |              |              |  |  |        |        |        |        |
|  |                  |                  |                  |                  | E1 | Montréal    | 4            | 4            |              |              |  |  |        |        |        |        |
|  |                  |                  | E4               | Chicago          | 1  | 1           |              |              |              |              |  |  |        |        |        |        |
|  | E2               | New York         | E4               | Chicago          | 1  | 1           | 2            | 2            |              |              |  |  |        |        |        |        |
|  | E2               | New York         |                  |                  |    |             |              | 2            |              |              |  |  |        |        |        |        |
|  | E4               | Chicago          | 4                | 4                |    |             |              |              |              |              |  |  |        |        |        |        |
|  | E4               | Chicago          | 4                | 4                | E1 | Montréal    | 4            | 4            |              |              |  |  |        |        |        |        |
|  |                  |                  |                  |                  | E1 | Montréal    | 4            | 4            |              |              |  |  |        |        |        |        |
|  |                  |                  | O3               | Saint-Louis      | 0  | 0           |              |              |              |              |  |  |        |        |        |        |
|  | O1               | Philadelphie     | O3               | Saint-Louis      | 0  | 0           | 3            | 3            |              |              |  |  |        |        |        |        |
|  | O1               | Philadelphie     |                  |                  |    |             |              |              |              |              |  |  |        |        |        |        |
|  | O3               | Saint-Louis      | 4                | 4                |    |             |              |              |              |              |  |  |        |        |        |        |
|  | O3               | Saint-Louis      | 4                | 4                | O3 | Saint-Louis | 4            | 4            |              |              |  |  |        |        |        |        |
|  |                  |                  |                  |                  | O3 | Saint-Louis | 4            | 4            |              |              |  |  |        |        |        |        |
|  |                  |                  | O4               | Minnesota        | 3  | 3           |              |              |              |              |  |  |        |        |        |        |
|  | O2               | Los Angeles      | O4               | Minnesota        | 3  | 3           | 3            | 3            |              |              |  |  |        |        |        |        |
|  | O2               | Los Angeles      |                  |                  |    |             |              | 3            |              |              |  |  |        |        |        |        |
|  | O4               | Minnesota        | 4                | 4                |    |             |              |              |              |              |  |  |        |        |        |        |
|  | O4               | Minnesota        | 4                | 4                |    |             |              |              |              |              |  |  |        |        |        |        |
|  |                  |                  |                  |                  |    |             |              |              |              |              |  |  |        |        |        |        |

## Détails des séries

### Quarts de finale

#### Montréal contre Boston
| 4 avril | Canadiens de Montréal | 2-1 (1-1, 0-0, 1-0) | Bruins de Boston | Forum de Montréal |

| Feuille de match | Feuille de match                       | Feuille de match | Feuille de match                                                                 | Feuille de match |
| ---------------- | -------------------------------------- | ---------------- | -------------------------------------------------------------------------------- | ---------------- |
|                  | Hodge (McKenzie, Esposito) — 4 min - - | 1-0 1-1 1-2      | - Richard (Rousseau) — 14 min 8 s (SN) Provost (Harris, Backstrom) — 54 min 40 s |                  |
| Worsley          | Gardiens                               | Cheevers         |                                                                                  |                  |
|                  |                                        |                  |                                                                                  |                  |
| 35               | Tirs                                   | 22               |                                                                                  |                  |

| 6 avril | Canadiens de Montréal | 5-3 (1-1, 2-1, 2-1) | Bruins de Boston | Forum de Montréal |

| Feuille de match | Feuille de match | Feuille de match                | Feuille de match | Feuille de match |
| ---------------- | --- | ------------------------------- | --- | ---------------- |
|                  | Lemaire (Duff) — 9 min 33 s - Laperrière (Richard, Grant) — 24 min 15 s Lemaire — 29 min 24 s - Duff (Rousseau) — 50 min 24 s - Béliveau (G. Tremblay) — 57 min 34 s | 1-0 1-1 2-1 3-1 3-2 4-2 4-3 5-3 | - Hodge (Esposito, Shack) — 13 min 58 s - Green (Orr, Bucyk) — 33 min 6 s (SN) - McKenzie (Stanfield, Bucyk) — 50 min 47 s |                  |
| Worsley          | Gardiens | Cheevers                        | |                  |
|                  | |                                 | |                  |
| 41               | Tirs | 20                              | |                  |

| 9 avril | Bruins de Boston | 2-5 (1-1, 1-3, 0-1) | Canadiens de Montréal | Boston Garden |

| Feuille de match | Feuille de match                                                                 | Feuille de match            | Feuille de match | Feuille de match |
| ---------------- | -------------------------------------------------------------------------------- | --------------------------- | --- | ---------------- |
|                  | Westfall (Orr, Sanderson) — 5 min 15 s - Williams (Awrey, Green) — 39 min 55 s - | 1-0 1-1 1-2 1-3 1-4 2-4 2-5 | - Béliveau (Laperrière, Cournoyer) — 15 min 35 s (SN) Provost (Tremblay, Duff) — 27 min 39 s (SN) Backstrom (Provost) — 28 min 41 s Ferguson (Provost, Backstrom) — 38 min 23 s - Duff (Lemaire) — 48 min 23 s |                  |
| Cheevers         | Gardiens                                                                         | Worsley                     | |                  |
|                  |                                                                                  |                             | |                  |
| 27               | Tirs                                                                             | 33                          | |                  |

| 11 avril | Bruins de Boston | 2-3 (0-0, 1-1, 1-2) | Canadiens de Montréal | Boston Garden 14 398 spectateurs |

| Feuille de match | Feuille de match                                                                  | Feuille de match    | Feuille de match                                                                                                   | Feuille de match |
| ---------------- | --------------------------------------------------------------------------------- | ------------------- | --- | ---------------- |
|                  | Westfall (Sanderson, Smith) — 20 min 19 s - Hodge (Esposito, Smith) — 58 min 34 s | 1-0 1-1 1-2 1-3 2-3 | - Larose (Grant, Richard) — 32 min 58 s Larose (Harris, Ferguson) — 47 min 20 s Backstrom (Larose) — 56 min 33 s - |                  |
| Cheevers         | Gardiens                                                                          | Worsley             | |                  |
|                  |                                                                                   |                     | |                  |
| 34               | Tirs                                                                              | 37                  | |                  |

#### New York contre Chicago
| 4 avril | Rangers de New York | 3-1 (1-0, 1-0, 1-1) | Black Hawks de Chicago | Madison Square Garden 17 250 spectateurs |

| Feuille de match | Feuille de match | Feuille de match | Feuille de match                              | Feuille de match                               |
| ---------------- | --- | ---------------- | --------------------------------------------- | ---------------------------------------------- |
|                  | Kurtenbach (Stewart, Fleming) — 11 min 22 s Howell (Geoffrion) — 27 min 34 s (SN) Gilbert (Ratelle) — 41 min 36 s - | 1-0 2-0 3-0 3-1  | - Pilote (Wharram, Mikita) — 52 min 27 s (SN) | Arbitrage : Bill Friday Matt Pavelich, Ron Ego |
| Giacomin         | Gardiens | DeJordy          |                                               | Arbitrage : Bill Friday Matt Pavelich, Ron Ego |
|                  | |                  |                                               | Arbitrage : Bill Friday Matt Pavelich, Ron Ego |
| 44               | Tirs | 32               |                                               | Arbitrage : Bill Friday Matt Pavelich, Ron Ego |

| 9 avril | Rangers de New York | 2-1 (1-0, 0-1, 1-0) | Black Hawks de Chicago | Madison Square Garden |

| Feuille de match | Feuille de match                                                                    | Feuille de match | Feuille de match                              | Feuille de match                                       |
| ---------------- | ----------------------------------------------------------------------------------- | ---------------- | --------------------------------------------- | ------------------------------------------------------ |
|                  | Gilbert (Hadfield, Ratelle) — 15 min 57 s - Marshall (Goyette, Nevin) — 52 min 40 s | 1-0 1-1 2-1      | - B. Hull (Mikita, Stapleton) — 30 min 12 s - | Arbitrage : Vern Buffey Neil Armstrong, Willard Norris |
| Giacomin         | Gardiens                                                                            | DeJordy          |                                               | Arbitrage : Vern Buffey Neil Armstrong, Willard Norris |
|                  |                                                                                     |                  |                                               | Arbitrage : Vern Buffey Neil Armstrong, Willard Norris |
| 30               | Tirs                                                                                | 37               |                                               | Arbitrage : Vern Buffey Neil Armstrong, Willard Norris |

| 11 avril | Black Hawks de Chicago | 7-4 (1-1, 1-2, 5-1) | Rangers de New York | Chicago Stadium 16 000 spectateurs |

| Feuille de match | Feuille de match | Feuille de match                            | Feuille de match | Feuille de match                                      |
| ---------------- | --- | ------------------------------------------- | --- | ----------------------------------------------------- |
|                  | Martin (Pilote) — 11 min 35 s - Mikita (Mohns) — 28 min 48 s - Martin (C. Maki, Pilote) — 42 min 34 s Mikita (Mohns, Hull) — 45 min 25 s (SN) D. Hull (Schmautz, Nesterenko) — 48 min 59 s - Mohns (Mikita, Marotte) — 58 min 19 s Marotte (B. Hull) — 59 min 42 s | 1-0 1-1 2-1 2-2 2-3 3-3 4-3 5-3 5-4 6-4 7-4 | - Hadfield (Seiling, Neilson) — 14 min 47 s - Gilbert (Hadfield, Ratelle) — 29 min 22 s Gilbert (Ratelle) — 29 min 38 s - Seiling (Nevin, Marshall) — 53 min 22 s - - | Arbitrage : Bruce Hood Neil Armstrong, Willard Norris |
| DeJordy          | Gardiens | Giacomin                                    | | Arbitrage : Bruce Hood Neil Armstrong, Willard Norris |
|                  | |                                             | | Arbitrage : Bruce Hood Neil Armstrong, Willard Norris |
| 31               | Tirs | 33                                          | | Arbitrage : Bruce Hood Neil Armstrong, Willard Norris |

| 13 avril | Black Hawks de Chicago | 3-1 (1-1, 1-0, 1-0) | Rangers de New York | Chicago Stadium 16 000 spectateurs |

| Feuille de match | Feuille de match | Feuille de match | Feuille de match                               | Feuille de match |
| ---------------- | --- | ---------------- | ---------------------------------------------- | ---------------- |
|                  | Wharram (Mikita, Mohns) — 15 min 33 s (SN) - Marotte (Martin, C. Maki) — 23 min 33 s C. Maki (Martin) — 48 min 24 s | 1-0 1-1 2-1 3-1  | - Stewart (Fleming, Seiling) — 17 min 20 s - - |                  |
| DeJordy          | Gardiens | Giacomin         |                                                |                  |
|                  | |                  |                                                |                  |
| 44               | Tirs | 38               |                                                |                  |

| 14 avril | Rangers de New York | 1-2 (1-1, 0-0, 0-1) | Black Hawks de Chicago | Madison Square Garden 17 250 spectateurs |

| Feuille de match | Feuille de match                         | Feuille de match | Feuille de match                                                                            | Feuille de match |
| ---------------- | ---------------------------------------- | ---------------- | ------------------------------------------------------------------------------------------- | ---------------- |
|                  | Marshall (Nevin, Brown) — 5 min 20 s - - | 1-0 1-1 1-2      | - B. Hull (Mikita, Schmautz) — 16 min 14 s (SN) Schmautz (Stapleton, D. Hull) — 56 min 46 s |                  |
| Giacomin         | Gardiens                                 | DeJordy          |                                                                                             |                  |
|                  |                                          |                  |                                                                                             |                  |
| 33               | Tirs                                     | 29               |                                                                                             |                  |

| 16 avril | Black Hawks de Chicago | 4-1 (1-0, 1-1, 2-0) | Rangers de New York | Chicago Stadium 16 666 spectateurs |

| Feuille de match | Feuille de match | Feuille de match    | Feuille de match            | Feuille de match                               |
| ---------------- | --- | ------------------- | --------------------------- | ---------------------------------------------- |
|                  | Jarrett (Wharram, Mikita) — 5 min 30 s - C. Maki (B. Hull, Martin) — 39 min 25 s Martin (B. Hull, C. Maki) — 42 min 39 s Mikita — 56 min 35 s | 1-0 1-1 2-1 3-1 4-1 | - Gilbert — 23 min 15 s - - | Arbitrage : Vern Buffey Matt Pavelich, Ron Ego |
| DeJordy          | Gardiens | Giacomin            |                             | Arbitrage : Vern Buffey Matt Pavelich, Ron Ego |
|                  | |                     |                             | Arbitrage : Vern Buffey Matt Pavelich, Ron Ego |
| 29               | Tirs | 28                  |                             | Arbitrage : Vern Buffey Matt Pavelich, Ron Ego |

#### Philadelphie contre Saint-Louis
| 4 avril | Flyers de Philadelphie | 0-1 (0-0, 0-0, 0-1) | Blues de Saint-Louis | The Spectrum 10 469 spectateurs |

| Feuille de match | Feuille de match | Feuille de match | Feuille de match                                | Feuille de match                                        |
| ---------------- | ---------------- | ---------------- | ----------------------------------------------- | ------------------------------------------------------- |
|                  | -                | 0-1              | Roberts (St. Marseille, Sabourin) — 54 min 13 s | Arbitrage : Vern Buffey Brent Casselman, Claude Bechard |
| Favell           | Gardiens         | Hall             |                                                 | Arbitrage : Vern Buffey Brent Casselman, Claude Bechard |
|                  |                  |                  |                                                 | Arbitrage : Vern Buffey Brent Casselman, Claude Bechard |
| 14               | Tirs             | 33               |                                                 | Arbitrage : Vern Buffey Brent Casselman, Claude Bechard |

| 6 avril | Flyers de Philadelphie | 4-3 (3-1, 0-2, 1-0) | Blues de Saint-Louis | The Spectrum 11 111 spectateurs |

| Feuille de match | Feuille de match | Feuille de match            | Feuille de match | Feuille de match |
| ---------------- | --- | --------------------------- | --- | ---------------- |
|                  | Hannigan (Laforge, Gauthier) — 1 min 22 s - Blackburn (Van Impe) — 18 min 37 s (SN) Laforge (Kennedy, Hannigan) — 19 min 10 s - Rochefort (Watson, Sutherland) — 46 min 51 s | 1-0 1-1 2-1 3-1 3-2 3-3 4-3 | - Moore (Keenan, Arbour) — 7 min 11 s - McKenney (Melnyk, Talbot) — 24 min 23 s Keenan (Schock, Moore) — 25 min 16 s - |                  |
| Favell           | Gardiens | Hall                        | |                  |
|                  | |                             | |                  |
| 41               | Tirs | 29                          | |                  |

| 10 avril | Blues de Saint-Louis | 3-2 (2 pr) (0-0, 1-1, 1-1, 0-1, 1-0) | Flyers de Philadelphie | St. Louis Arena 10 867 spectateurs |

| Feuille de match | Feuille de match | Feuille de match    | Feuille de match                                                                    | Feuille de match |
| ---------------- | --- | ------------------- | ----------------------------------------------------------------------------------- | ---------------- |
|                  | Crisp (St. Marseille) — 22 min 54 s - St. Marseille (Sabourin) — 47 min 38 s - Keenan (Moore, Schock) — 84 min 10 s | 1-0 1-1 2-1 2-2 3-2 | - Gauthier (Kennedy, Miszuk) — 37 min 25 s (SN) - Watson (Gauthier) — 53 min 54 s - |                  |
| Hall             | Gardiens | Favell              |                                                                                     |                  |
|                  | |                     |                                                                                     |                  |
| 57               | Tirs | 35                  |                                                                                     |                  |

| 11 avril | Blues de Saint-Louis | 5-2 (2-1, 1-0, 2-1) | Flyers de Philadelphie | St. Louis Arena 11 072 spectateurs |

| Feuille de match | Feuille de match | Feuille de match            | Feuille de match                                                          | Feuille de match                               |
| ---------------- | --- | --------------------------- | ------------------------------------------------------------------------- | ---------------------------------------------- |
|                  | - McCreary (Crisp, Picard) — 6 min 52 s (IN) Berenson (Roberts, McKenney) — 13 min 29 s (SN) Moore (St. Marseille) — 36 min 55 s Berenson (Melnyk, Arbour) — 40 min 49 s - Ba. Plager (Berenson) — 56 min 5 s (IN) | 0-1 1-1 2-1 3-1 4-1 4-2 5-2 | Lacroix (Hannigan, Gauthier) — 2 min 26 s (SN) - Blackburn — 54 min 4 s - | Arbitrage : John Ashley Pat Shetler, Bob Myers |
| Hall             | Gardiens | Favell                      |                                                                           | Arbitrage : John Ashley Pat Shetler, Bob Myers |
|                  | |                             |                                                                           | Arbitrage : John Ashley Pat Shetler, Bob Myers |
| 33               | Tirs | 24                          |                                                                           | Arbitrage : John Ashley Pat Shetler, Bob Myers |

| 13 avril | Flyers de Philadelphie | 6-1 (3-0, 1-0, 2-1) | Blues de Saint-Louis | The Spectrum 10 587 spectateurs |

| Feuille de match | Feuille de match | Feuille de match              | Feuille de match        | Feuille de match |
| ---------------- | --- | ----------------------------- | ----------------------- | ---------------- |
|                  | Rochefort (Sutherland, Hoekstra) — 9 min 1 s Paiement (Kennedy, Miszuk) — 13 min 18 s Kennedy (Laforge, Miszuk) — 15 min 52 s (IN) Selby (Lacroix, Zeidel) — 37 min Paiement (Lacroix, Zeidel) — 40 min 27 s - Paiement (Lacroix, Selby) — 53 min 26 s | 1-0 2-0 3-0 4-0 5-0 5-1 6-1   | - Melnyk — 51 min 5 s - |                  |
| Favell           | Gardiens | Hall (20 min) Martin (40 min) |                         |                  |
|                  | |                               |                         |                  |
| 32               | Tirs | 31                            |                         |                  |

| 16 avril | Blues de Saint-Louis | 1-2 (2 pr) (1-0, 0-1, 0-0, 0-0, 0-1) | Flyers de Philadelphie | St. Louis Arena 13 738 spectateurs |

| Feuille de match | Feuille de match                                    | Feuille de match | Feuille de match                                                       | Feuille de match                                     |
| ---------------- | --------------------------------------------------- | ---------------- | ---------------------------------------------------------------------- | ---------------------------------------------------- |
|                  | Melnyk (Ba. Plager, McCreary) — 18 min 6 s (SN) - - | 1-0 1-1 1-2      | - Lacroix (Van Impe, Sutherland) — 39 min 45 s Blackburn — 91 min 18 s | Arbitrage : Art Skov Claude Bechard, Brent Casselman |
| Hall             | Gardiens                                            | Parent           |                                                                        | Arbitrage : Art Skov Claude Bechard, Brent Casselman |
|                  |                                                     |                  |                                                                        | Arbitrage : Art Skov Claude Bechard, Brent Casselman |
| 64               | Tirs                                                | 43               |                                                                        | Arbitrage : Art Skov Claude Bechard, Brent Casselman |

| 18 avril | Flyers de Philadelphie | 1-3 (1-1, 0-1, 0-1) | Blues de Saint-Louis | The Spectrum 14 646 spectateurs |

| Feuille de match | Feuille de match                                      | Feuille de match | Feuille de match                                                                                            | Feuille de match                                     |
| ---------------- | ----------------------------------------------------- | ---------------- | --- | ---------------------------------------------------- |
|                  | - Sutherland (Kennedy, Watson) — 18 min 25 s (SN) - - | 0-1 1-1 1-2 1-3  | St. Marseille (Moore) — 7 min 28 s - Keenan (Melnyk, Harvey) — 30 min 48 s (SN) Berenson — 59 min 10 s (CV) | Arbitrage : Art Skov Claude Bechard, Brent Casselman |
| Parent           | Gardiens                                              | Hall             | | Arbitrage : Art Skov Claude Bechard, Brent Casselman |
|                  |                                                       |                  | | Arbitrage : Art Skov Claude Bechard, Brent Casselman |
| 27               | Tirs                                                  | 31               | | Arbitrage : Art Skov Claude Bechard, Brent Casselman |

#### Los Angeles contre Minnesota
| 4 avril | Kings de Los Angeles | 2-1 (0-0, 1-0, 1-1) | North Stars du Minnesota | The Forum 6 847 spectateurs |

| Feuille de match | Feuille de match                                                                | Feuille de match | Feuille de match                    | Feuille de match                            |
| ---------------- | ------------------------------------------------------------------------------- | ---------------- | ----------------------------------- | ------------------------------------------- |
|                  | Joyal (Flett, Wall) — 39 min 55 s (SN) White (Robinson, Menard) — 43 min 13 s - | 1-0 2-0 2-1      | - Balon (Goldsworthy) — 43 min 54 s | Arbitrage : Art Skov Pat Shetler, Bob Myers |
| Sawchuk          | Gardiens                                                                        | Maniago          |                                     | Arbitrage : Art Skov Pat Shetler, Bob Myers |
|                  |                                                                                 |                  |                                     | Arbitrage : Art Skov Pat Shetler, Bob Myers |
| 40               | Tirs                                                                            | 31               |                                     | Arbitrage : Art Skov Pat Shetler, Bob Myers |

| 6 avril | Kings de Los Angeles | 2-0 (1-0, 1-0, 0-0) | North Stars du Minnesota | The Forum 8 144 spectateurs |

| Feuille de match | Feuille de match                                                                | Feuille de match | Feuille de match | Feuille de match |
| ---------------- | ------------------------------------------------------------------------------- | ---------------- | ---------------- | ---------------- |
|                  | L. MacDonald (Amadio, Labossiere) — 8 min 48 s (SN) Joyal (Flett) — 30 min 12 s | 1-0 2-0          | - -              |                  |
| Sawchuk          | Gardiens                                                                        | Maniago          |                  |                  |
|                  |                                                                                 |                  |                  |                  |
| 39               | Tirs                                                                            | 18               |                  |                  |

| 9 avril | North Stars du Minnesota | 7-5 (3-3, 2-0, 2-2) | Kings de Los Angeles | Met Center 6 797 spectateurs |

| Feuille de match | Feuille de match | Feuille de match                                | Feuille de match | Feuille de match                                        |
| ---------------- | --- | ----------------------------------------------- | --- | ------------------------------------------------------- |
|                  | Collins (Cullen) — 5 min 51 s - Cullen (MacDonald, Collins) — 16 min 48 s McMahon (MacDonald, Connelly) — 17 min 34 s P. MacDonald (Collins, Cullen) — 21 min 25 s Connelly — 36 min 56 s () Collins (McMahon, Cullen) — 40 min 9 s - Boudrias (Parisé) — 57 min 30 s | 1-0 1-1 1-2 1-3 2-3 3-3 4-3 5-3 6-3 6-4 6-5 7-5 | - L. MacDonald — 12 min 44 s L. MacDonald (Irvine) — 13 min 56 s (SN) Hughes (Robinson) — 15 min 19 s (SN) - Irvine (Labossiere, L. MacDonald) — 43 min 23 s Robinson (Menard, Gray) — 44 min 15 s - | Arbitrage : John Ashley Brent Casselman, Claude Bechard |
| Maniago          | Gardiens | Sawchuk                                         | | Arbitrage : John Ashley Brent Casselman, Claude Bechard |
|                  | |                                                 | | Arbitrage : John Ashley Brent Casselman, Claude Bechard |
| 34               | Tirs | 29                                              | | Arbitrage : John Ashley Brent Casselman, Claude Bechard |

| 11 avril | North Stars du Minnesota | 3-2 (1-2, 2-0, 0-0) | Kings de Los Angeles | Met Center 8 843 spectateurs |

| Feuille de match | Feuille de match | Feuille de match    | Feuille de match                                                                    | Feuille de match                                        |
| ---------------- | --- | ------------------- | ----------------------------------------------------------------------------------- | ------------------------------------------------------- |
|                  | - Cullen (Pronovost, P. MacDonald) — 11 min 30 s (SN) McMahon (Goldsworthy, Balon) — 26 min 31 s Balon (Marcetta, Goldsworthy) — 29 min 27 s | 0-1 0-2 1-2 2-2 3-2 | Flett (Rolfe, Joyal) — 3 min 37 s White (L. MacDonald, Labossiere) — 4 min 45 s - - | Arbitrage : Vern Buffey Brent Casselman, Claude Bechard |
| Maniago          | Gardiens | Sawchuk             |                                                                                     | Arbitrage : Vern Buffey Brent Casselman, Claude Bechard |
|                  | |                     |                                                                                     | Arbitrage : Vern Buffey Brent Casselman, Claude Bechard |
| 28               | Tirs | 22                  |                                                                                     | Arbitrage : Vern Buffey Brent Casselman, Claude Bechard |

| 13 avril | Kings de Los Angeles | 3-2 (2-0, 1-0, 0-2) | North Stars du Minnesota | The Forum 10 685 spectateurs |

| Feuille de match | Feuille de match                                                                                              | Feuille de match    | Feuille de match                                                               | Feuille de match |
| ---------------- | --- | ------------------- | ------------------------------------------------------------------------------ | ---------------- |
|                  | Labossiere (L. MacDonald) — 1 min 14 s Labossiere (Irvine) — 2 min 9 s Joyal (Lemieux) — 32 min 23 s (SN) - - | 1-0 2-0 3-0 3-1 3-2 | - Connelly (Bi. Plager) — 47 min 15 s Connelly (Boudrias, Vasko) — 54 min 55 s |                  |
| Rutledge         | Gardiens | Maniago             |                                                                                |                  |
|                  | |                     |                                                                                |                  |
| 24               | Tirs | 29                  |                                                                                |                  |

| 16 avril | North Stars du Minnesota | 4-3 (1-1, 0-2, 2-1, 0-0) | Kings de Los Angeles | Met Center 8 308 spectateurs |

| Feuille de match | Feuille de match | Feuille de match            | Feuille de match | Feuille de match                               |
| ---------------- | --- | --------------------------- | --- | ---------------------------------------------- |
|                  | McMahon — 8 min 5 s (IN) - Goldsworthy (McKechnie, Bi. Plager) — 47 min 23 s McCord (Parisé, McMahon) — 56 min 39 s Marcetta (Goldsworthy, McCord) — 69 min 11 s | 1-0 1-1 1-2 1-3 2-3 3-3 4-3 | - Robinson (Menard) — 11 min 12 s Lemieux (L. MacDonald, Amadio) — 21 min 47 s Hughes (Labossiere) — 24 min 20 s - - | Arbitrage : Bill Friday Pat Shetler, Bob Myers |
| Maniago          | Gardiens | Rutledge                    | | Arbitrage : Bill Friday Pat Shetler, Bob Myers |
|                  | |                             | | Arbitrage : Bill Friday Pat Shetler, Bob Myers |
| 33               | Tirs | 36                          | | Arbitrage : Bill Friday Pat Shetler, Bob Myers |

| 18 avril | Kings de Los Angeles | 4-9 (1-3, 2-5, 1-1) | North Stars du Minnesota | The Forum 11 214 spectateurs |

| Feuille de match | Feuille de match | Feuille de match                                    | Feuille de match | Feuille de match |
| ---------------- | --- | --------------------------------------------------- | --- | ---------------- |
|                  | - Robinson (Menard) — 2 min 51 s - Joyal (White) — 26 min 12 s (SN) - Popiel (White, Corbett) — 36 min 45 s - Robinson (Gray, Menard) — 59 min 36 s | 0-1 1-1 1-2 1-3 2-3 2-4 2-5 2-6 2-7 2-8 3-8 3-9 4-9 | P. MacDonald (Connelly, Collins) — 2 min 24 s - Connelly (Parisé, Boudrias) — 10 min 16 s Goldsworthy (Marcetta, McCord) — 16 min 25 s - Marcetta (Balon) — 28 min 42 s P. MacDonald (Vasko, Collins) — 31 min 38 s Balon (Marcetta) — 35 min 48 s Boudrias (Connelly, Parisé) — 36 min 16 s - Goldsworthy (Boudrias, Balon) — 49 min 7 s (SN) - |                  |
| Sawchuk          | Gardiens | Maniago                                             | |                  |
|                  | |                                                     | |                  |
| 26               | Tirs | 33                                                  | |                  |

### Demi-finales

#### Montréal contre Chicago
| 18 avril | Canadiens de Montréal | 9-2 (3-0, 1-0, 5-2) | Black Hawks de Chicago | Forum de Montréal |

| Feuille de match | Feuille de match | Feuille de match                            | Feuille de match                                                               | Feuille de match |
| ---------------- | --- | ------------------------------------------- | ------------------------------------------------------------------------------ | ---------------- |
|                  | Backstrom (Provost, Ferguson) — 6 min 37 s Cournoyer (Béliveau, G. Tremblay) — 7 min 31 s Ferguson (Provost, Lemaire) — 9 min 34 s Cournoyer (Laperrière, G. Tremblay) — 35 min 26 s (SN) Ferguson (Provost, Harper) — 40 min 10 s Tremblay (Cournoyer, Béliveau) — 41 min 28 s Lemaire (JC. Tremblay) — 47 min 8 s - Béliveau (G. Tremblay, Cournoyer) — 56 min 3 s Larose (Grant, Richard) — 57 min 50 s | 1-0 2-0 3-0 4-0 5-0 6-0 7-0 7-1 7-2 8-2 9-2 | - Jarrett (D. Hull) — 50 min 30 s Marotte (B. Hull, C. Maki) — 51 min 26 s - - |                  |
| Worsley          | Gardiens | DeJordy                                     |                                                                                |                  |
|                  | |                                             |                                                                                |                  |
| 33               | Tirs | 34                                          |                                                                                |                  |

| 20 avril | Canadiens de Montréal | 4-1 (1-1, 3-0, 0-0) | Black Hawks de Chicago | Forum de Montréal 15 114 spectateurs |

| Feuille de match | Feuille de match | Feuille de match    | Feuille de match                             | Feuille de match                                    |
| ---------------- | --- | ------------------- | -------------------------------------------- | --------------------------------------------------- |
|                  | - Béliveau (Cournoyer, JC. Tremblay) — 10 min 58 s Béliveau (Rousseau, Rousseau) — 30 min 4 s Lemaire (Béliveau, JC. Tremblay) — 35 min 41 s Béliveau (Lemaire, Rousseau) — 57 min 57 s (SN) | 0-1 1-1 2-1 3-1 4-1 | Mikita (Mohns, B. Hull) — 5 min 3 s (SN) - - | Arbitrage : John Ashley Neil Armstrong, Will Norris |
| Worsley          | Gardiens | DeJordy             |                                              | Arbitrage : John Ashley Neil Armstrong, Will Norris |
|                  | |                     |                                              | Arbitrage : John Ashley Neil Armstrong, Will Norris |
| 39               | Tirs | 24                  |                                              | Arbitrage : John Ashley Neil Armstrong, Will Norris |

| 23 avril | Black Hawks de Chicago | 2-4 (1-1, 1-3, 0-0) | Canadiens de Montréal | Chicago Stadium 16 666 spectateurs |

| Feuille de match | Feuille de match                                       | Feuille de match        | Feuille de match                                                                                   | Feuille de match                               |
| ---------------- | ------------------------------------------------------ | ----------------------- | -------------------------------------------------------------------------------------------------- | ---------------------------------------------- |
|                  | - Jarrett (Mohns, Mikita) - Jarrett (Pilote, Martin) - | 0-1 1-1 1-2 1-3 2-3 2-4 | Béliveau - Cournoyer (Lemaire) Cournoyer (Harris, JC. Tremblay) - JC. Tremblay (Béliveau, Lemaire) | Arbitrage : Vern Buffey Matt Pavelich, Ron Ego |
| DeJordy          | Gardiens                                               | Worsley                 | | Arbitrage : Vern Buffey Matt Pavelich, Ron Ego |
|                  |                                                        |                         | | Arbitrage : Vern Buffey Matt Pavelich, Ron Ego |
| 41               | Tirs                                                   | 33                      | | Arbitrage : Vern Buffey Matt Pavelich, Ron Ego |

| 25 avril | Black Hawks de Chicago | 2-1 (1-0, 1-1, 0-0) | Canadiens de Montréal | Chicago Stadium |

| Feuille de match | Feuille de match                                                                 | Feuille de match                         | Feuille de match                                 | Feuille de match                            |
| ---------------- | -------------------------------------------------------------------------------- | ---------------------------------------- | ------------------------------------------------ | ------------------------------------------- |
|                  | B. Hull (Schmautz, Martin) — 8 min 57 s - B. Hull (Stapleton) — 35 min 50 s (IN) | 1-0 1-1 2-1                              | - Richard (Provost, G. Tremblay) — 23 min 37 s - | Arbitrage : Art Skov Matt Pavelich, Ron Ego |
| DeJordy          | Gardiens                                                                         | Worsley (8 min 57 s) Vachon (51 min 3 s) |                                                  | Arbitrage : Art Skov Matt Pavelich, Ron Ego |
|                  |                                                                                  |                                          |                                                  | Arbitrage : Art Skov Matt Pavelich, Ron Ego |
| 34               | Tirs                                                                             | 29                                       |                                                  | Arbitrage : Art Skov Matt Pavelich, Ron Ego |

| 28 avril | Canadiens de Montréal | 4-3 (pr) (1-0, 1-1, 1-2, 1-0) | Black Hawks de Chicago | Forum de Montréal 15 436 spectateurs |

| Feuille de match | Feuille de match | Feuille de match            | Feuille de match | Feuille de match |
| ---------------- | --- | --------------------------- | --- | ---------------- |
|                  | Rousseau — 8 min 10 s - JC. Tremblay (Provost) — 31 min 13 s (IN) - Lemaire (Laperrière, Cournoyer) — 46 min 20 s - Lemaire (Duff) — 62 min 14 s | 1-0 1-1 2-1 2-2 3-2 3-3 4-3 | - Schmautz (Martin) — 29 min 39 s - Mikita (Stapleton, Wharram) — 41 min 23 s - Maki (D. Hull, C. Maki) — 49 min 14 s - |                  |
| Vachon           | Gardiens | DeJordy                     | |                  |
|                  | |                             | |                  |
| 43               | Tirs | 29                          | |                  |

#### Saint-Louis contre Minnesota
| 21 avril | Blues de Saint-Louis | 5-3 (1-1, 3-2, 1-0) | North Stars du Minnesota | St. Louis Arena 11 117 spectateurs |

| Feuille de match | Feuille de match | Feuille de match                | Feuille de match | Feuille de match                                        |
| ---------------- | --- | ------------------------------- | --- | ------------------------------------------------------- |
|                  | - Ecclestone (Veneruzzo) — 14 min 27 s - St. Marseille (Moore, Harvey) — 29 min 31 s (SN) Moore (Melnyk, Keenan) — 30 min 5 s (SN) McCreary (Crisp) — 32 min 36 s (IN) - Keenan (Parisé, Moore) — 54 min 8 s | 0-1 1-1 1-2 2-2 3-2 4-2 4-3 5-3 | Marcetta (McMahon) — 7 min 49 s (SN) - Connelly (Boudrias, McMahon) — 20 min 49 s - Connelly (Parisé, McKechnie) — 35 min 41 s (SN) - | Arbitrage : Bill Friday Brent Casselman, Claude Bechard |
| Hall             | Gardiens | Maniago                         | | Arbitrage : Bill Friday Brent Casselman, Claude Bechard |
|                  | |                                 | | Arbitrage : Bill Friday Brent Casselman, Claude Bechard |
| 32               | Tirs | 29                              | | Arbitrage : Bill Friday Brent Casselman, Claude Bechard |

| 22 avril | North Stars du Minnesota | 3-2 (pr) (0-1, 0-0, 2-1, 1-0) | Blues de Saint-Louis | Met Center 9 776 spectateurs |

| Feuille de match | Feuille de match | Feuille de match    | Feuille de match                                                                             | Feuille de match                                       |
| ---------------- | --- | ------------------- | -------------------------------------------------------------------------------------------- | ------------------------------------------------------ |
|                  | - Marcetta (Balon) — 40 min 12 s - Goldsworthy (Marcetta, McCord) — 47 min P. MacDonald (Boudrias, McMahon) — 63 min 41 s | 0-1 1-1 1-2 2-2 3-2 | Roberts (St. Marseille) — 12 min 28 s - St. Marseille (Moore, Harvey) — 44 min 58 s (SN) - - | Arbitrage : Bruce Hood Brent Casselman, Claude Bechard |
| Maniago          | Gardiens | Hall                |                                                                                              | Arbitrage : Bruce Hood Brent Casselman, Claude Bechard |
|                  | |                     |                                                                                              | Arbitrage : Bruce Hood Brent Casselman, Claude Bechard |
| 27               | Tirs | 25                  |                                                                                              | Arbitrage : Bruce Hood Brent Casselman, Claude Bechard |

| 25 avril | Blues de Saint-Louis | 1-5 (0-3, 1-1, 0-1) | North Stars du Minnesota | St. Louis Arena |

| Feuille de match | Feuille de match          | Feuille de match        | Feuille de match | Feuille de match                                    |
| ---------------- | ------------------------- | ----------------------- | --- | --------------------------------------------------- |
|                  | - Moore — 24 min 53 s - - | 0-1 0-2 0-3 1-3 1-4 1-5 | Marcetta (Balon, Goldsworthy) — 9 min 38 s Goldsworthy (Balon) — 13 min Parisé (Connelly) — 19 min 1 s - Goldsworthy (Boudrias) — 36 min 33 s Balon (Goldsworthy) — 40 min 9 s (SN) | Arbitrage : John Ashley Will Norris, Neil Armstrong |
| Hall             | Gardiens                  | Maniago                 | | Arbitrage : John Ashley Will Norris, Neil Armstrong |
|                  |                           |                         | | Arbitrage : John Ashley Will Norris, Neil Armstrong |
| 31               | Tirs                      | 21                      | | Arbitrage : John Ashley Will Norris, Neil Armstrong |

| 27 avril | Blues de Saint-Louis | 4-3 (pr) (0-2, 0-1, 3-0, 1-0) | North Stars du Minnesota | St. Louis Arena 12 991 spectateurs |

| Feuille de match | Feuille de match | Feuille de match            | Feuille de match                                                                              | Feuille de match |
| ---------------- | --- | --------------------------- | --------------------------------------------------------------------------------------------- | ---------------- |
|                  | - Roberts (Moore, Ecclestone) — 51 min 57 s Moore (Keenan, Plager) — 52 min 57 s Roberts (Bo. Plager) — 59 min 40 s Sabourin (Crisp) — 61 min 32 s | 0-1 0-2 0-3 1-3 2-3 3-3 4-3 | McKechnie (McCord, McMahon) — 4 min 43 s Parisé — 14 min 40 s (SN) Connelly — 39 min 27 s - - |                  |
| Hall             | Gardiens | Maniago                     |                                                                                               |                  |
|                  | |                             |                                                                                               |                  |
| 24               | Tirs | 45                          |                                                                                               |                  |

| 29 avril | Blues de Saint-Louis | 3-2 (pr) (2-1, 0-1, 0-0, 1-0) | North Stars du Minnesota | St. Louis Arena 11 931 spectateurs |

| Feuille de match | Feuille de match | Feuille de match    | Feuille de match                                                                    | Feuille de match |
| ---------------- | --- | ------------------- | ----------------------------------------------------------------------------------- | ---------------- |
|                  | Bo. Plager (St. Marseille, Crisp) — 1 min 53 s - Sabourin (Crisp, Bo. Plager) — 10 min 44 s - McCreary (Melnyk, Ba. Plager) — 77 min 27 s | 1-0 1-1 2-1 2-2 3-2 | - McKechnie (P. MacDonald, Cullen) — 5 min 39 s - McCord (Marcetta) — 26 min 37 s - |                  |
| Hall             | Gardiens | Maniago             |                                                                                     |                  |
|                  | |                     |                                                                                     |                  |
| 55               | Tirs | 28                  |                                                                                     |                  |

| 1 mai | North Stars du Minnesota | 5-1 (2-0, 2-1, 1-0) | Blues de Saint-Louis | Met Center 15 172 spectateurs |

| Feuille de match | Feuille de match | Feuille de match                       | Feuille de match                                     | Feuille de match |
| ---------------- | --- | -------------------------------------- | ---------------------------------------------------- | ---------------- |
|                  | Connelly (P. MacDonald, Cullen) — 5 min 28 s (SN) Boudrias — 10 min 54 s Goldsworthy (Marcetta) — 26 min 34 s - Goldsworthy (Balon, Marcetta) — 37 min 16 s (SN) Marcetta (Goldsworthy, Woytowich) — 49 min 52 s | 1-0 2-0 3-0 3-1 4-1 5-1                | - Sabourin (Keenan, St. Marseille) — 33 min 53 s - - |                  |
| Maniago          | Gardiens | Hall (27 min 9 s) Martin (32 min 51 s) |                                                      |                  |
|                  | |                                        |                                                      |                  |
| 28               | Tirs | 23                                     |                                                      |                  |

| 3 mai | Blues de Saint-Louis | 2-1 (2 pr) (0-0, 0-0, 1-1, 0-0, 1-0) | North Stars du Minnesota | St. Louis Arena 15 566 spectateurs |

| Feuille de match | Feuille de match                                                                   | Feuille de match | Feuille de match                     | Feuille de match |
| ---------------- | ---------------------------------------------------------------------------------- | ---------------- | ------------------------------------ | ---------------- |
|                  | - Moore (Keenan, Ba. Plager) — 57 min 20 s Schock (McCreary, Melnyk) — 82 min 50 s | 0-1 1-1 2-1      | McKechnie (McCord) — 56 min 49 s - - |                  |
| Hall             | Gardiens                                                                           | Maniago          |                                      |                  |
|                  |                                                                                    |                  |                                      |                  |
| 45               | Tirs                                                                               | 30               |                                      |                  |

### Finale
| 5 mai | Blues de Saint-Louis | 2-3 (pr) (1-1, 1-1, 0-0, 0-1) | Canadiens de Montréal | St. Louis Arena 10 231 spectateurs |

| Feuille de match | Feuille de match                                                              | Feuille de match    | Feuille de match                                                                                   | Feuille de match |
| ---------------- | ----------------------------------------------------------------------------- | ------------------- | -------------------------------------------------------------------------------------------------- | ---------------- |
|                  | Ba. Plager — 9 min 19 s - Moore (Berenson, Ba. Plager) — 28 min 16 s (SN) - - | 1-0 1-1 2-1 2-2 2-3 | - Richard (Larose) — 9 min 42 s - Cournoyer (Ferguson, Harris) — 38 min 15 s Lemaire — 61 min 31 s |                  |
| Hall             | Gardiens                                                                      | Worsley             | |                  |
|                  |                                                                               |                     | |                  |
| 36               | Tirs                                                                          | 38                  | |                  |

| 7 mai | Blues de Saint-Louis | 0-1 (0-0, 0-0, 0-1) | Canadiens de Montréal | St.Louis Arena 16 177 spectateurs |

| Feuille de match | Feuille de match | Feuille de match | Feuille de match                    | Feuille de match |
| ---------------- | ---------------- | ---------------- | ----------------------------------- | ---------------- |
|                  | -                | 0-1              | Savard (Provost) — 42 min 17 s (IN) |                  |
| Hall             | Gardiens         | Worsley          |                                     |                  |
|                  |                  |                  |                                     |                  |
| 19               | Tirs             | 36               |                                     |                  |

| 9 mai | Canadiens de Montréal | 4-3 (pr) (1-1, 1-1, 1-1, 1-0) | Blues de Saint-Louis | Forum de Montréal 14 559 spectateurs |

| Feuille de match | Feuille de match | Feuille de match            | Feuille de match                                                                                               | Feuille de match |
| ---------------- | --- | --------------------------- | --- | ---------------- |
|                  | - Cournoyer (Richard, Ferguson) — 14 min 24 s (SN) Savard — 21 min 20 s (IN) - Backstrom (Cournoyer, Ferguson) — 51 min 43 s - Rousseau (Duff) — 61 min 13 s | 0-1 1-1 2-1 2-2 3-2 3-3 4-3 | St. Marseille (Picard, Harvey) — 10 min 23 s - Berenson (Talbot) — 23 min 37 s - Berenson — 57 min 25 s (IN) - |                  |
| Worsley          | Gardiens | Hall                        | |                  |
|                  | |                             | |                  |
| 46               | Tirs | 15                          | |                  |

| 11 mai | Canadiens de Montréal | 3-2 (1-0, 0-2, 2-0) | Blues de Saint-Louis | Forum de Montréal 15 506 spectateurs |

| Feuille de match | Feuille de match | Feuille de match    | Feuille de match                                                                         | Feuille de match |
| ---------------- | --- | ------------------- | ---------------------------------------------------------------------------------------- | ---------------- |
|                  | Duff (Lemaire) — 16 min 47 s - Richard (JC. Tremblay) — 47 min 24 s JC. Tremblay (Backstrom, Cournoyer) — 51 min 40 s | 1-0 1-1 1-2 2-2 3-2 | - Cameron (Arbour, Ecclestone) — 26 min 53 s Sabourin (Veneruzzo) — 27 min 30 s (SN) - - |                  |
| Worsley          | Gardiens | Hall                |                                                                                          |                  |
|                  | |                     |                                                                                          |                  |
| 21               | Tirs | 31                  |                                                                                          |                  |

## Effectif sacré champion
- Joueurs : Ralph Backstrom, Dick Duff, Ted Harris, Bobby Rousseau, Jean Béliveau, John Ferguson, Jacques Laperriere, Serge Savard, Yvan Cournoyer, Danny Grant, Claude Larose, Gilles Tremblay, Terry Harper, Jacques Lemaire, Jean-Claude Tremblay, Claude Provost, Rogie Vachon, Henri Richard, Carol Vadnais, Mickey Redmond, Ernie Wakely, Gump Worsley,
- Dirigeants : Sam Pollock, Hartland Molson (direceur général), Toe Blake (entraîneur en chef)